# Éric III (roi de Danemark)
Erik III Lam c'est-à-dire : l'Agneau (mort à Odense le 27 août 1146), fut roi de Danemark de 1137 à 1146.

## Biographie
Éric naît à Funen. Sa mère est la princesse Ragnhild de Danemark, une fille du roi Éric Ier Eigod, et son père un noble danois, Hakon Sunnivasson, arrière-petit-fils du roi de Norvège et de Danemark Magnus le Bon.
Éric est le neveu d'Éric II Emune, aux côtés de qui il combat lors de la décisive bataille de Fotevik en 1134, et à qui il succède sur le trône lorsqu'il est assassiné en 1137. On ne sait rien du gouvernement d'Éric. Les chroniqueurs contemporains, très hostiles à la personne du roi, le représentent comme un homme passif et irrésolu à qui ils attribuent le surnom de « Lam » c'est-à-dire « l'Agneau » bien qu'il fût aussi un combattant avisé et brave.
Éric doit en effet combattre pour l'intégrité de son royaume contre son cousin le prétendant Olaf Haraldsen, parfois nommé Olaf II, le fils de Harald Kesja qui établit en 1139 la base territoriale de son pouvoir en Scanie et tente de conquérir de trône à partir de cette province jusqu'à ce qu'il soit vaincu et tué en 1143 près d'Helsingborg. Mettant à profit la guerre civile, les Wendes effectuent des expéditions sur les côtes danoises où ils ne rencontrent aucune résistance. Éric appuie Magnus IV l'Aveugle et Sigurd Slembdjakn dans la guerre civile en Norvège entre 1135 et 1139. Il contribue à accroitre l'influence de l'Église, particulièrement l'abbaye de Saint-Knut d'Odense, et entretient des relations étroites avec l'évêque Eskil de Roskilde.
En 1143, il épouse Luitgard de Stade, fille de Rodolphe Ier de Stade. Éric et Lutgarde sont mariés par le fils de Rodolphe Hartwig de Stade, qui est prévôt de la cathédrale de Brême, en 1143/1144. En 1146, Éric abdique, pour une raison inconnue, seul monarque danois de l'histoire à renoncer au trône jusqu'en 2024. Il se retire à Saint-Knud d'Odense où il meurt le 27 août 1146 et où il est inhumé dans le cloitre. Son abdication a été expliquée par son constat de son inaptitude à diriger le royaume, ou par une grave maladie qui l'emporte peu après.
Il ne laisse comme descendance qu'un fils illégitime, Magnus, prétendant au trône vers 1167/1178. Après son décès, sa veuve se remarie en 1148 avec Herman II, comte de Winzenburg.

## Sources
- (en) Cet article est partiellement ou en totalité issu de l’article de Wikipédia en anglais intitulé « Eric III of Denmark » (voir la liste des auteurs).
- (da) Dansk biografisk Lexikon  XII. Bind. Münch - Peirup, p. 541-542: Erik Lam.
- Simon Lebouteiller (traduit du norrois et présenté), La Saga des rois de Danemark Knýtlinga saga, Toulouse, Anacharis, 2021, 253 p. (ISBN 9791027904129), « § 103-106 », p. 204-208
- Lucien Musset, Les Peuples scandinaves au Moyen Âge, Paris, Presses universitaires de France, 1951, 342 p. (OCLC 3005644).